# Ram 1500 Ramcharger
Ram 1500 Ramcharger — гибридный полноразмерный пикап с увеличенным запасом хода на базе RAM Pickup DT, анонсированный в ноябре 2023 года и запущенный в производство в 2025 году.

## Описание
Ram 1500 Ramcharger имеет электродвигатели на передней и задней осях и бензиновый двигатель Pentastar V6 объёмом 3,6 л. Передний электродвигатель развивает мощность 250 кВт (340 л. с.), а задний — 238 кВт (319 л. с.). Бензиновый двигатель Pentastar V6 объёмом 3,6 л работает в паре с генератором мощностью 130 кВт (170 л. с.), который заряжает аккумулятор и увеличивает запас хода грузовика, но не имеет прямой связи с колёсами. Когда дополнительная мощность или тяга не требуются, передний двигатель автоматически отключается от колёс для повышения эффективности.
Заявленный запас хода на электротяге составляет 233 км, а суммарный запас хода (в совокупности с бензиновым двигателем) — 1110 км. Объём бака составляет 102 л. Для быстрой зарядки постоянным током автомобили оснащаются разъёмом CCS, что позволяет увеличить запас хода на электротяге в 80 км примерно за 10 минут. Заявленная мощность составляет 494 кВт (663 л. с.), крутящий момент — 834 Н⋅м, время разгона от 0 до 60 миль/ч — 4,4 сек., буксировочная способность — 6400 кг, грузоподъёмность — 1191 кг.
В отличие от оригинального Ram 1500, где на задней подвеске применяются стандартные винтовые пружины, Ram 1500 Ramcharger имеет заднюю пневматическую подвеску.